# CoRoT-9
CoRoT-9 ist ein Hauptreihenstern im Sternbild Serpens Cauda mit einer scheinbaren Helligkeit von 13,7 mag. Mit einem Spektraltyp von G3 und einer Oberflächentemperatur von etwa 5600 Kelvin ist er der Sonne ähnlich.
Um den Stern wurde mit Hilfe des Weltraumteleskops CoRoT ein Exoplanet entdeckt: CoRoT-9 b. Dadurch erklärt sich auch die Bezeichnung des Sterns.